# Steinhagen (Westfalia)
Steinhagen es un municipio situado en el distrito de Gütersloh, en el estado federado de Renania del Norte-Westfalia (Alemania), con una población a finales de 2016 de unos 20 660 habitantes.
Se encuentra ubicado al noreste del estado, en la región de Detmold, cerca de la orilla del río Ems y la frontera con el estado de Baja Sajonia.